# Старый Ягул
Старый Ягул — опустевшая деревня в Кизнерском районе Удмуртской республики.

## География
Находится в юго-западной части Удмуртии на расстоянии приблизительно 11 км на северо-восток по прямой от районного центра поселка Кизнер.

## История
Известна с 1802 года как деревня Ягул с 27 дворами. В 1873 году (уже Старый Ягул или Сосново) 22 двора, в 1893 — 33, в 1905 — 44, в 1926—109. До 2021 года входила в состав Короленковского сельского поселения.

## Население
Постоянное население составляло: 105 мужчин (1802), 210 человек (1873), 220 (1893, все русские), 323 (1905), 443 (1926, в том числе татар — 21), 3 в 2002 году (удмурты 67 %, ханты 33 %), 0 в 2012.